# Skok (lokalitet)
Skok je lokalitet na Uzvinskoj rijeci, nekoliko stotina metara prije njenog ušća u Veliku Usoru. Predstavlja niz malih kaskadnih vodopada, ukupno osam, koji zajedno sa kaznovima koje je rijeka izdubila u kamenu, a kojih ima četiri velika i četiri mala, čine jedinstven prirodni ambijent. Pored vodopada, u prirodnom udubljenju u kamenu nalazi se vodenica koja je izgrađena 1903. godine, poznata kao Stojkin mlin. Skok decenijama predstavlja izletište i kupalište od kraja maja do kraja avgusta